# U-Bahnhof Nemocnice Motol

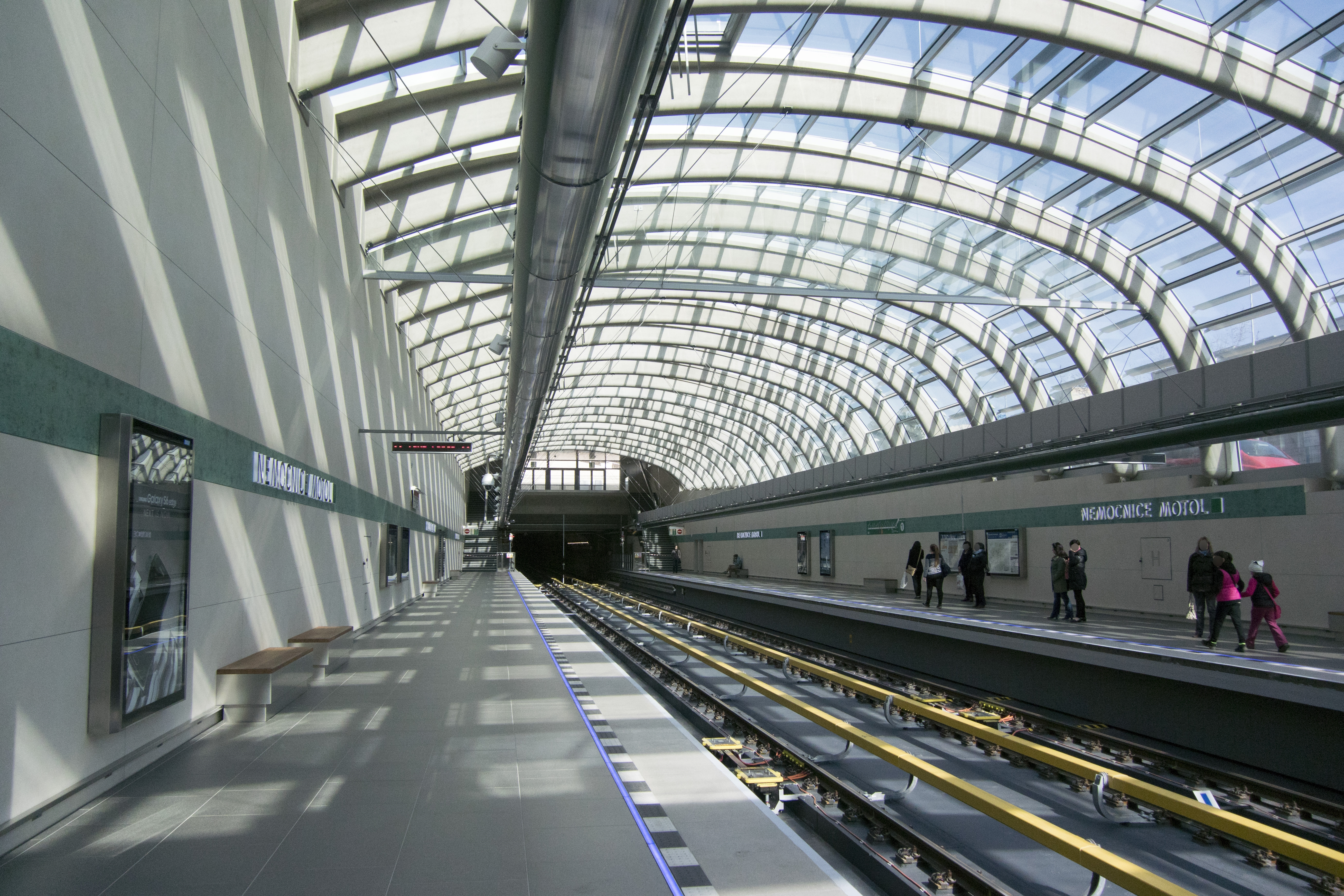
Bahnsteig der Endstation Nemocnice Motol

Der U-Bahnhof Nemocnice Motol ist die westliche Endstation der Prager Metrolinie A im Stadtteil Prag 5. Die Station ist nach dem anliegenden Krankenhaus Motol benannt.
Nemocnice Motol löste am 6. April 2015 mit der Verlängerung der Linie A die Station Dejvická als Endstation ab. Die Station befindet sich an der Oberfläche und ist von einem Glasdach bedeckt. Über eine Unterführung ist sie mit dem Krankenhaus verbunden und über zwei Aufzüge barrierefrei zugänglich.